# Arnau Tenas
Arnau Tenas Ureña, född 30 maj 2001 i Vic, är en spansk fotbollsspelare.

## Karriär
Arnau Tenas inledde sin seniorkarriär i Barcelonas B-lag år 2019. 2023 blev han kontrakterad av Paris Saint-Germain FC. Han har representerat Spanien på olika ungdomsnivån sedan 2017. Han blev olympisk guldmedaljör i fotboll vid olympiska sommarspelen 2024 i Paris efter att Spanien slagit Frankrike i finalen.